# Vicious Country
Vicious Country è un album del bluesman Popa Chubby in cui collabora con la bassista blues Galea.

## Tracce
- Race with the Devil
- Six Days on the Road
- Baby You don't Care
- Satan is Real / Straight to Hell
- Tonight the Bottle Let me Down
- I'll Fly Away / I Shall not Be Moved
- Mona Lisa Tattoo
- Break me Down
- Sleepwalk
- Start All Over Again
- Sam Lay's Pistol
- Harper Valley P.T.A
- Act Naturally